# Tegalpanjang (Cireunghas)
Tegalpanjang is een bestuurslaag in het regentschap Sukabumi van de provincie West-Java, Indonesië. Tegalpanjang telt 4988 inwoners (volkstelling 2010).